# Ventura County
Ventura County ist ein County im südlichen Teil des US-Bundesstaates Kalifornien. Der Verwaltungssitz (County Seat) ist in Ventura.

## Geschichte
Für Jahrtausende war das Gebiet das Zuhause der Chumashindianer. Im Jahr 1782 wurde die Missionsstation San Buenaventura gegründet. Buenaventura setzt sich aus den beiden spanischen Wörtern buena (was „gut“ heißt) und ventura (was „Schicksal“ bedeutet) zusammen. Die Stadt, die in der Nähe der Mission entstand, wurde San Buenaventura genannt. 1872 entstand Ventura County durch die Abgrenzung des südlichen Teils von Santa Barbara County.
Im Ventura County liegt eine National Historic Landmark, die Rancho Camulos. Insgesamt sind 36 Bauwerke und Stätten des Countys im National Register of Historic Places eingetragen.

## Geographie
Das County erstreckt sich an der Pazifikküste auf dem Gebiet einer Fläche von 5719 Quadratkilometern, wovon 940 Quadratkilometer (16,43 Prozent der Gesamtfläche) Wasserflächen sind. Das County wird vom Office of Management and Budget zu statistischen Zwecken als Oxnard–Thousand Oaks–Ventura, CA Metropolitan Statistical Area geführt und ist Teil der Greater Los Angeles Area.
Die Insel Anacapa des Channel Islands National Park und die Insel San Nicolas gehören zu dem County. Der Norden ist ziemlich bergig, bewaldet und größtenteils unbewohnt, während der Süden stark bevölkert ist. Das County grenzt an das Santa Barbara County, das Los Angeles County und das Kern County.
Die höchsten Berge des County sind Mount Pinos (2697 Meter), Frazier Mountain (2444 Meter) und Reyes Peak (2294 Meter), allesamt in den Transverse Ranges.

## Demografische Daten

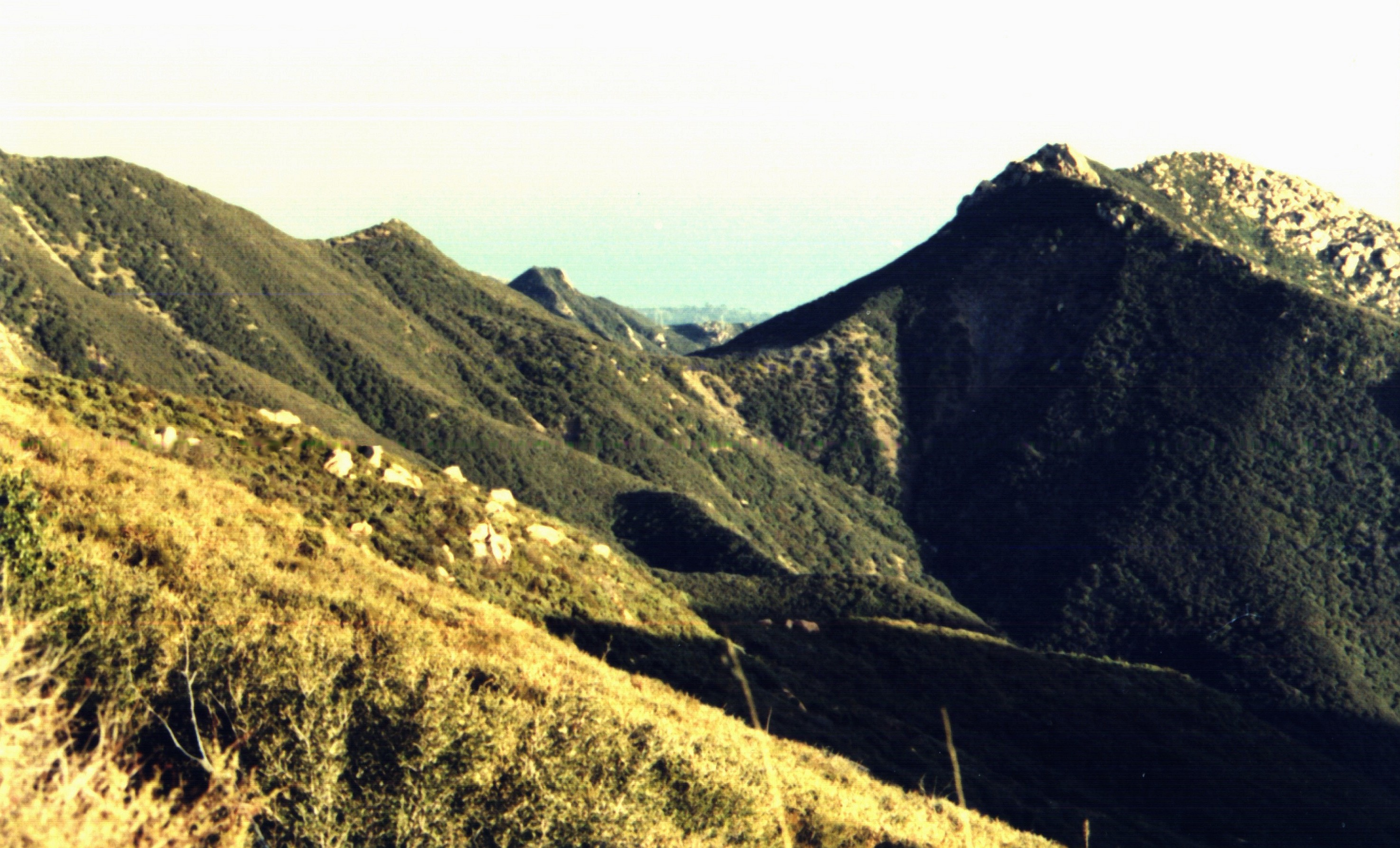
Die Santa Ynez Mountains

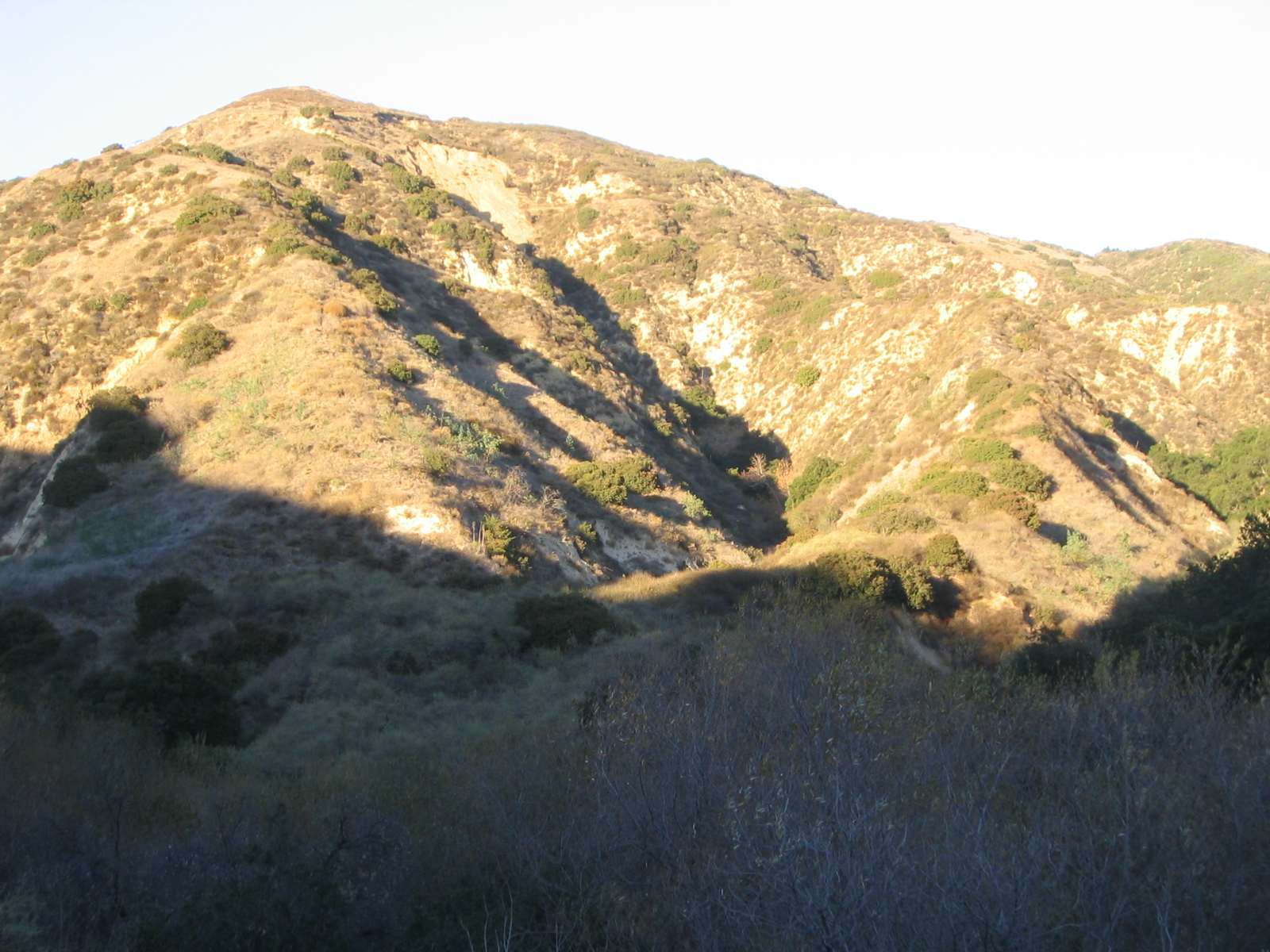
Ein Canyon in den Santa Susana Mountains

Nach der Volkszählung im Jahr 2000 lebten im Ventura County 753.197 Menschen. Es gab 243.234 Haushalte und 182.911 Familien. Die Bevölkerungsdichte betrug 158 Einwohner pro Quadratkilometer. Ethnisch betrachtet setzte sich die Bevölkerung zusammen aus 69,93 % Weißen, 1,95 % Afroamerikanern, 0,94 % amerikanischen Ureinwohnern, 5,35 % Asiaten, 0,22 % Bewohnern aus dem pazifischen Inselraum und 17,68 % aus anderen ethnischen Gruppen; 3,93 % stammten von zwei oder mehr ethnischen Gruppen ab. 33,42 % der Bevölkerung waren spanischer oder lateinamerikanischer Abstammung.
Von den 243.234 Haushalten hatten 39,70 % Kinder und Jugendliche unter 18 Jahre, die bei ihnen lebten. 59,50 % waren verheiratete, zusammenlebende Paare, 10,90 % waren allein erziehende Mütter. 24,80 % waren keine Familien. 18,90 % waren Singlehaushalte und in 7,40 % lebten Menschen im Alter von 65 Jahren oder darüber. Die Durchschnittshaushaltsgröße betrug 3,04 und die durchschnittliche Familiengröße lag bei 3,46 Personen.
Auf das gesamte County bezogen setzte sich die Bevölkerung zusammen aus 28,40 % Einwohnern unter 18 Jahren, 9,00 % zwischen 18 und 24 Jahren, 30,70 % zwischen 25 und 44 Jahren, 21,70 % zwischen 45 und 64 Jahren und 10,20 % waren 65 Jahre alt oder darüber. Das Durchschnittsalter betrug 34 Jahre. Auf 100 weibliche Personen kamen 99,70 männliche Personen, auf 100 Frauen im Alter ab 18 Jahren kamen statistisch 97,50 Männer.
Das jährliche Durchschnittseinkommen eines Haushalts betrug 59.666 USD, das Durchschnittseinkommen der Familien betrug 65.285 USD. Männer hatten ein Durchschnittseinkommen von 45.310 USD, Frauen 32.216 USD. Das Pro-Kopf-Einkommen betrug 24.600 USD. 9,20 % Prozent der Bevölkerung und 6,40 % der Familien lebten unterhalb der Armutsgrenze. 11,60 % davon waren unter 18 Jahre und 6,30 % waren 65 Jahre oder älter.

## Orte im County

### Citys
| - Camarillo - Fillmore - Moorpark - Ojai | - Oxnard - Port Hueneme - Santa Paula | - Simi Valley - Thousand Oaks - Ventura |

### CDPs
| - Bell Canyon - Casa Conejo - Channel Islands Beach - El Rio - Lake Sherwood | - Meiners Oaks - Mira Monte - Oak Park - Oak View - Piru | - Santa Rosa Valley - Santa Susana - Saticoy - Somis |

### Weiterer Ort
Hinzu kommt das gemeindefreie Gebiet Faria.